# Ambasada Niemiec przy Stolicy Apostolskiej
Ambasada Niemiec przy Stolicy Apostolskiej (niem. Botschaft der Bundesrepublik Deutschland beim Heiligen Stuhl) – misja dyplomatyczna Republiki Federalnej Niemiec przy Stolicy Apostolskiej. Ambasada mieści się w Rzymie.
Ambasador Niemiec przy Stolicy Apostolskiej akredytowany jest również przy Zakonie Maltańskim.
Stanowisko ambasadora przy Stolicy Apostolskiej jest jednym z najważniejszych stanowisk w niemieckiej służbie zagranicznej. Jego wynagrodzenie jest równe pensjom ambasadorów w Waszyngtonie, Paryżu, Londynie czy w Moskwie.

## Historia

### Stolica Apostolska
Utrzymywanie stosunków międzynarodowych i wymiana przedstawicieli dyplomatycznych pomiędzy papiestwem a Niemcami sięga wczesnego średniowiecza. Od wizyty Theodora Heussa u Piusa XII w 1957 Watykan wielokrotnie był odwiedzany jest przez niemieckich prezydentów i kanclerzy.

### Zakon Maltański
Zakon Maltański i Niemcy nawiązały stosunki dyplomatyczne w 2017, jednak historia stosunków roboczych jest dłuższa. Nawiązanie stosunków dyplomatycznych było wyrazem uznania rządu RFN dla działalności charytatywnej Zakonu, zwłaszcza w czasie kryzysu uchodźczego w 2015. Współpraca Zakonu Maltańskiego i Niemiec dotyczy przede wszystkim kwestii pomocy humanitarnej.